# Brian Conrad
Pour les articles homonymes, voir Conrad.
Brian Conrad (né en 1970) est un mathématicien et théoricien des nombres américain, qui travaille à l'université Stanford.

## Biographie
La plus célèbre réalisation de Conrad est son travail sur la preuve de la conjecture de Shimura-Taniyama-Weil. Il l'a démontrée en 1999 avec Christophe Breuil, Fred Diamond et Richard Taylor,,, tandis qu'il était chercheur postdoctoral à la fois à l'université Harvard et à l'Institute for Advanced Study. Il a enseigné ensuite à l'université du Michigan et à l'université Columbia.
Auparavant, Conrad avait obtenu son diplôme de Bachelor's degree de l'université Harvard en 1992 — où il remporta un prix pour sa thèse de premier cycle — et son doctorat de l'université de Princeton en 1996 sous la direction d'Andrew Wiles, avec une thèse intitulée Systèmes de Honda finis et courbes elliptiques supersingulières.
Son frère jumeau Keith Conrad, également théoricien des nombres, est professeur à l'université du Connecticut.